# Amadou Ali
Pour les articles homonymes, voir Ali.
Amadou Ali, né en 1943 à Kolofata (Cameroun français) et mort le 27 septembre 2022, est un homme politique camerounais, plusieurs fois ministre.

## Biographie

### Études
Amadou Ali est diplômé de l’École nationale d'administration et de magistrature (ENAM) de Yaoundé. Il a également suivi un cycle international d’administration à l’Institut international d'administration publique de Paris. 

### Activités
Premier adjoint préfectoral de Ngaoundéré (1971-1972), directeur de l’Organisation du Territoire au ministère de l’Administration territoriale (1972-1974), secrétaire général du ministère de la Fonction publique (1974-1982), délégué général au Tourisme (1982-1983), délégué général à la Gendarmerie nationale (1983-1985), il est secrétaire d’État à la Défense chargé de la Gendarmerie nationale de 1985 à 1996.
En 1996, il est nommé secrétaire général de la présidence de la République avec rang et prérogatives de ministre, cumulativement avec ses fonctions de Secrétaire d'État à la Défense. Il est ministre d’État délégué à la présidence chargé de la Défense de 1997 à 2001, puis ministre d’État, chargé de la Justice, garde des Sceaux de 2001 à 2004. Dans l'affaire Atangana, il prescrit à Luc Loe (1937-2001) la poursuite des enquêtes préliminaires sur la gestion de COPISUPR par Michel Thierry Atangana. Au terme de ces enquêtes, le directeur de la Police judiciaire rend un rapport selon lequel aucune charge ne peut être retenue contre l'accusé.
Le 8 décembre 2004, il est nommé Vice-Premier ministre, tout en restant ministre de la Justice, garde des Sceaux. 
Depuis 2011, il est ministre chargé des Relations avec les Assemblées dans les gouvernements Yang II et III.

### Vie privée
Le 27 juillet 2014, son épouse Agnès Ali est enlevée par la secte islamique Boko Haram dans la ville de Kolofata. Celle-ci, ainsi que 26 autres otages, sont libérés le 11 octobre 2014.

## Distinctions

### Décorations nationales
- Grand officier de l'ordre de la Valeur.

### Décorations étrangères
- Grand officier de la Légion d'honneur française.